# بالداساري بيروتزي

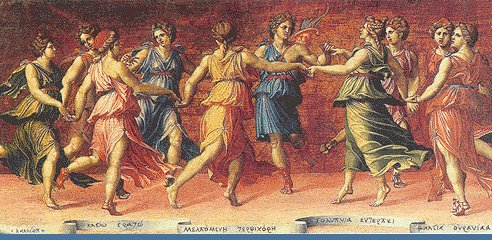
بالداساري بيروتزي

بالداساري توماسو بيروتزي (بالإيطالية: Baldassarre Peruzzi)‏ (7 مارس 1481 - 6 يناير 1536): مهندس معماري ورسام إيطالي، ولد في بلدة صغيرة بالقرب من سيينا (في فرازيوني سوفيسيل) وتوفي في روما.
عمل لسنوات عديدة مع دوناتو برامانتي ومع رفائيل، وبعد ذلك مع أنطونيو دا سانكالو أثناء بناء كاتدرائية القديس بطرس الجديدة. عاد إلى بلده الأصلي سيينا بعد احتلال روما (1527) حيث كان يعمل مهندسا معماريا لسينيس حيث قام ببناء تحصينات جديدة للمدينة وصمم سد ملحوظا على نهر برونا بالقرب من جيونكاريكو. ويبدو أنه قد عاد إلى روما بشكل دائم عام 1535.
وكان رسام اللوحات الجدارية في كابيلا سان جيوفاني (كنيسة القديس يوحنا المعمدان) في جدران كاتدرائية سيينا.
وكان ابنه جيوفاني بيروتزي مهندس معماري أيضا.

## روابط خارجية
- بالداساري بيروتزي على موقع الموسوعة البريطانية (الإنجليزية)
- بالداساري بيروتزي على موقع إن إن دي بي (الإنجليزية)